# Canadá en los Juegos Paralímpicos de Innsbruck 1984
Canadá estuvo representado en los Juegos Paralímpicos de Innsbruck 1984 por un total de 22 deportistas, 16 hombres y seis mujeres.

## Medallistas
El equipo paralímpico canadiense obtuvo las siguientes medallas:
| Nombre        | Deporte      | Evento                       |
| ------------- | ------------ | ---------------------------- |
| Oro           |              |                              |
| Mark Bentz    | Esquí alpino | Descenso B2 masculino        |
| Mark Bentz    | Esquí alpino | Combinada B2 masculino       |
| Plata         |              |                              |
| Lana Spreeman | Esquí alpino | Descenso LW4 femenino        |
| Lana Spreeman | Esquí alpino | Eslalon gigante LW4 femenino |
| Lynda Chyzyk  | Esquí alpino | Eslalon gigante LW2 femenino |
| Rod Hersey    | Esquí alpino | Eslalon gigante B1 masculino |
| Rod Hersey    | Esquí alpino | Combinada B1 masculino       |
| Uli Rompel    | Esquí alpino | Descenso B2 masculino        |
| Uli Rompel    | Esquí alpino | Combinada B2 masculino       |
| Wayne Burton  | Esquí alpino | Eslalon LW1 masculino        |
| Bronce        |              |                              |
| Lynda Chyzyk  | Esquí alpino | Descenso LW2 femenino        |
| Lynda Chyzyk  | Esquí alpino | Combinada LW2 femenino       |
| Murray Bedel  | Esquí alpino | Eslalon LW5/7 masculino      |
| Wayne Burton  | Esquí alpino | Descenso LW1 masculino       |